# 本多副充
本多 副充 （ほんだ すけみつ、宝暦6年（1756年） - 文政4年9月2日（1821年9月27日））は、福井藩家老。越前府中本多家（本多内蔵助家）第6代当主。
父は本多副紹。正室は鯖江誠照寺の娘。養子は兄副脩の子本多副久。幼名長之丞。通称内蔵助。
宝暦6年（1756年）、福井藩家老本多副紹の三男として生まれる。明和9年（1772年）兄2人が疱瘡で夭折したため嫡男となる。安永9年（1780年）父副紹の死去により家督相続。天明7年（1787年）兄副脩の子副久を養子とする。寛政2年（1790年）姪長（兄副脩の娘）を彦根藩家老木俣守前に嫁がせる。文化2年（1805年）大坂の陣屏風作成のために本多家の旗、馬印、合印等を記した書付を幕府に提出した。文政4年（1821年）没。享年66。家督は養子副久の嫡男本多副昌が嫡孫承祖した。